# Épiez-sur-Meuse
Épiez-sur-Meuse är en kommun i departementet Meuse i regionen Grand Est (tidigare regionen Lorraine) i nordöstra Frankrike. Kommunen ligger i kantonen Vaucouleurs som tillhör arrondissementet Commercy. År 2022 hade Épiez-sur-Meuse 38 invånare.

## Befolkningsutveckling
Antalet invånare i kommunen Épiez-sur-Meuse
| Referens: INSEE |